# Kozaršče
Kozaršče je naselje v Občini Tolmin.

## Izvor krajevnega imena
Krajevno ime je izpeljano iz občnega imena kozár v pomenu 'rejec koz' ali iz na tem temelječega priimka Kozar. Krajevno ime Kozaršče torej prvotno pomeni 'kraj, kjer so 'kozarji/Kozarji'.